# Антисемитизм в Турции
Антисемити́зм в Ту́рции — проявления враждебности по отношению к евреям в связи с их этнической или религиозной принадлежностью на территории Турции.
На конец 2009 года в Турции проживала одна из самых многочисленных еврейских общин в мусульманском мире — 23 тысячи человек. Это составляет всего лишь чуть более 0,03 % населения страны. К сентябрю 2010 численность общины за счёт эмиграции в Израиль сократилась до 17 тысяч человек. Большинство из них живёт в Стамбуле. В Турции насчитывается 19 действующих синагог, в том числе 16 — в Стамбуле.
Несмотря на ничтожную долю еврейского населения в Турции, антисемитские настроения являются весьма распространёнными в турецком обществе. Особый всплеск таких настроений произошёл после войны в Ливане в 2006 году, проведения Израилем операции «Литой свинец» в Секторе Газа в декабре 2008 — январе 2009 года и в связи с конфликтом вокруг «Флотилии мира» в мае-июне 2010 года, когда израильским спецназом были убиты турецкие граждане. Одной из проблем является тот факт, что критика политики Израиля часто переходит в выражение враждебности к евреям вообще.

## История
Евреи жили в Османской империи и на территории современной Турции более 2400 лет. Вначале это были романиоты, затем они были ассимилированы среди сефардов. С конца XV века в Османскую империю массово переселялись ашкеназы.

### В Османской империи
Первый случай кровавого навета в Османской империи был зафиксирован во времена правления султана Мехмеда II в XV веке (по другим данным — в начале XVI века). Впоследствии такого рода случаи, несмотря на массовое переселение евреев из Испании в 1492 году, происходили редко и обычно осуждались османскими властями. В частности, такие случаи отмечены в Иерусалиме в 1546 году и в городе Амасья (Центральная Анатолия) между 1530 и 1540 годами. В Амасии армянская женщина заявила, что она свидетель убийства евреями армянского мальчика и использования его крови на Пасху, что привело к погромам, продолжавшимся несколько дней, а несколько евреев, включая раввина, под пытками признались в убийстве и были повешены. После того как мальчик был найден живым и здоровым, губернатор наказал армянских обвинителей, однако пострадавшим евреям это не помогло.
Впоследствии кровавые наветы на евреев со стороны христиан продолжились. В частности, еврейские источники отмечают такие случаи во время правления Мурада IV.
Мехмед II издал первый в Османской империи фирман о том, что все дела, связанные с кровавым наветом, должны рассматриваться в «диване» — центральном ведомстве в столице.
В целом переселение евреев из Западной Европы было встречено властями доброжелательно. В 1553 году, прислушавшись к мнению своего врача и советника, еврея Моисея Хамона, султан Сулейман I повторил приказ Мехмеда II, который запретил местным судам разбирать дела о еврейских ритуальных убийствах. Он же воспрепятствовал намерению папы Павла IV предать евреев Анконы в руки инквизиции.
Однако впоследствии отношение властей к евреям ухудшилось. Так, в 1579 году султан Мурад III, узнав, что еврейские женщины носят шёлковую одежду, украшенную драгоценными камнями, приказал уничтожить всех евреев в империи. Указ был отменён благодаря одному из советников великого визиря — еврею Шломо Ашкенази. Однако для евреев была введена особая одежда, в частности женщинам было запрещено носить шёлк, а мужчинам были предписаны особой формы шляпы.
Евреи в Османской империи находились в статусе зимми, который означал подчинённое положение по сравнению с мусульманами, однако гарантировал неприкосновенность и свободу вероисповедания.
Известны следующие случаи кровавого навета в XIX веке в этом регионе: Халеб (1810), Бейрут (1824), Антакья (Антиохия, 1826), Хама (1829), Триполи (1834), Иерусалим (1838), Родос и Дамаск (1840), Мармора (1843), Измир (Смирна, 1864), Корфу (1894). Наиболее известны из них навет на Родосе и Дамасское дело 1840 года, поскольку оба они имели крупный международный резонанс.
Навет на Родосе произошёл в феврале 1840 года, когда греческая православная община острова Родос при активном участии консулов нескольких европейских государств обвинила евреев в похищении и убийстве христианского мальчика в ритуальных целях. Османский губернатор Родоса поддержал обвинение в ритуальном убийстве. Было арестовано несколько евреев, некоторые из которых сделали ложные признания под пытками, и весь еврейский квартал был заблокирован на двенадцать дней. В июле 1840 года еврейская община Родоса была официально признана невиновной.
В этом же году состоялось так называемое «Дамасское дело», в котором несколько евреев были обвинены в ритуальном убийстве капуцина с острова Сардиния отца Томаса и его слуги-грека Ибрагима Амары.
Известный британский политический деятель сэр Мозес Монтефиоре добился у султана Абдул-Меджида I указа от 6 ноября 1840 года, объявлявшего кровавый навет клеветой и запрещавший судебные преследования евреев по этому обвинению на всей территории Османской империи. В указе было сказано:

Мы не можем позволить, чтобы еврейский народ… мучили и пытали в связи с обвинениями, не имеющими ни малейшей реальной основы…
Оригинальный текст (англ.)We cannot permit the Jewish nation... to be vexed and tormented upon accusations, which have not the least foundation in truth...

В 1866 году, в связи с возобновлением случаев кровавого навета, султан Абдул-Азиз издал фирман, согласно которому евреи находились под его защитой. Это заставило православное духовенство в Османской империи отказаться от распространения подобных обвинений.
Ещё один навет был возведён на евреев в 1875 году в Халебе, однако предполагаемая жертва убийства — армянский мальчик — был вскоре найден живым и здоровым.
Большая часть конфликтов и преследований евреев в империи была со стороны христиан, в первую очередь греков и армян. Мотивом к преследованиям нередко служило торговое соперничество.
Однако были конфликты и с мусульманами. В частности, в марте 1908 года произошёл крупный погром в Яффо. В погроме приняло участие арабское население, 13 человек были тяжело ранены, несколько из них умерли. Глава местной власти был отстранён от должности.
Во второй половине XIX века (с 1839 и до 1870-х годов) в империи осуществлялись государственные преобразования, направленные на выравнивание прав подданных вне зависимости от этнического происхождения и религии. Эти преобразования затронули и евреев, которые в итоге получили равноправие. Еврейская община достигла к началу XX века 400—500 тысяч человек, а в 1887 году в османском парламенте даже было пять депутатов-евреев. При этом реальное равноправие было достигнуто намного позднее. Так, например в конце XIX века, одновременно с массовым заселением Палестины мусульманами, был принят закон, запрещающий евреям селиться в Палестине и жить в Иерусалиме вне зависимости от того были они подданными империи или иностранцами.
Во время греко-турецкой войны в 1919—1921 годах еврейские общины Западной Анатолии и Восточной Фракии подвергались преследованиям со стороны греков, а в городе Чорлу произошёл погром.

### В Турецкой Республике
К моменту провозглашения Турецкой Республики в 1923 году на её территории жило 200 тысяч евреев, в том числе 100 тысяч в Стамбуле. Евреи получили гражданское равенство, однако в дальнейшем погромы и преследования привели к массовой эмиграции, в результате чего численность еврейской общины сократилась в 10 раз.
В 1920-е годы противники режима Ататюрка развернули антисемитскую кампанию, в ходе которой использовались как стандартные юдофобские клише, так и местные обвинения, в частности в том, что евреи якобы во время войны поддерживали греков и незаконно присваивали оставленное ими и армянами имущество вследствие их геноцида. Кампания не нашла широкого отклика и завершилась со стабилизацией политического режима. В этот же период в нарушение Лозаннского договора правительство принудило еврейскую общину отказаться от культурной автономии, предоставленной для национальных меньшинств.
2 июля 1934 года пронацистская группировка во главе с Дж. Р. Атилханом организовала погромы в ряде городов Восточной Фракии. Власти решительно пресекли антиеврейские беспорядки, ввели в Восточной Фракии чрезвычайное положение, погромщиков арестовали и предали суду. В то же время некоторые источники пишут о насильственном выселении евреев из Восточной Фракии в соответствии с «Законом о переселении» (№ 2510). По этому закону министр внутренних дел получил право переселять те или иные национальные общины в другие районы страны в зависимости от того, насколько они «адаптировались к турецкой культуре». В частности, евреи были выселены турецкими властями из города Эдирне.
1939—1942 годах в Турции вновь развернулась антисемитская пропаганда, поддержанная нацистской Германией, а турецкое руководство не препятствовало ей. После прихода к власти правых в Турции в июле 1942 года был введён налог на имущество (Варлык вергиси), закон был ратифицирован парламентом 11 ноября. Величина налога для евреев и христиан была в пять раз больше, чем для мусульман. Около 1500 евреев в связи с неуплатой непосильных налогов были отправлены в «трудовые лагеря». Закон был отменён 15 марта 1944 года. Однако при этом в период с 1933 по 1945 годы Турция приняла множество еврейских беженцев, а турецкие дипломаты в Европе способствовали их спасению от Холокоста.
С 1948 по 1955 годы примерно 37 тысяч турецких евреев переселились в Израиль. Одной из причин эмиграции было давление властей с требованием перехода на турецкий язык, в том числе в быту.
В 1950-е годы Атилхан и некоторые другие турецкие правые публиковали в СМИ и в книгах антисемитские материалы, часть из которых была конфискована властями. Нападения на евреев и антисемитские инциденты были зарегистрированы также в 1955, 1964 и 1967 годах. Власть принимала меры по защите еврейского населения.
В 1970-е — 1980-е годы антисемитские настроения в Турции усилились. Антиеврейские тезисы появлялись даже в программах некоторых политических партий.

#### Исламистский антисемитизм

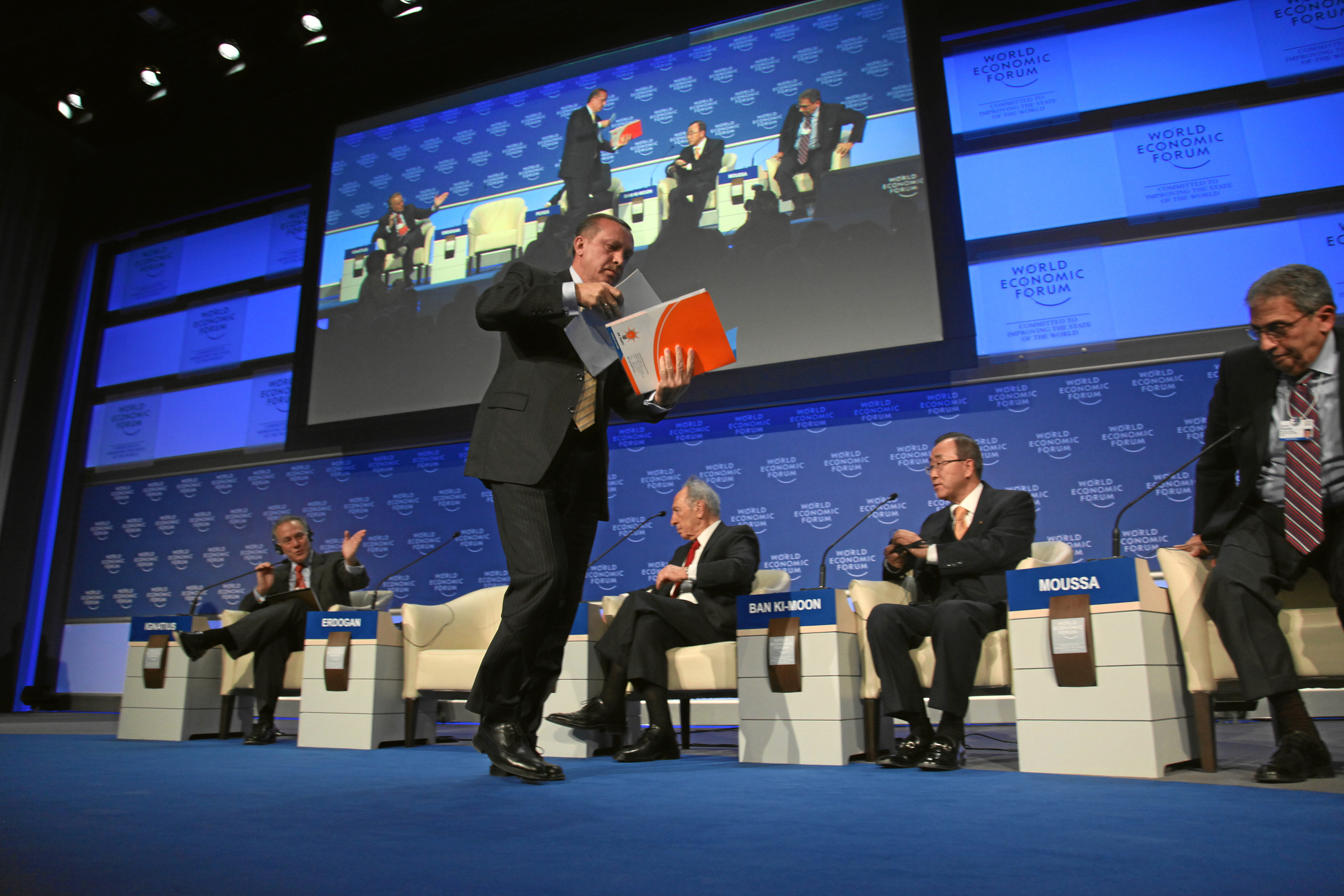
Реджеп Эрдоган покидает Всемирный экономический форум в Давосе после перепалки с президентом Израиля Шимоном Пересом, 29 января 2009

### Насилие против евреев

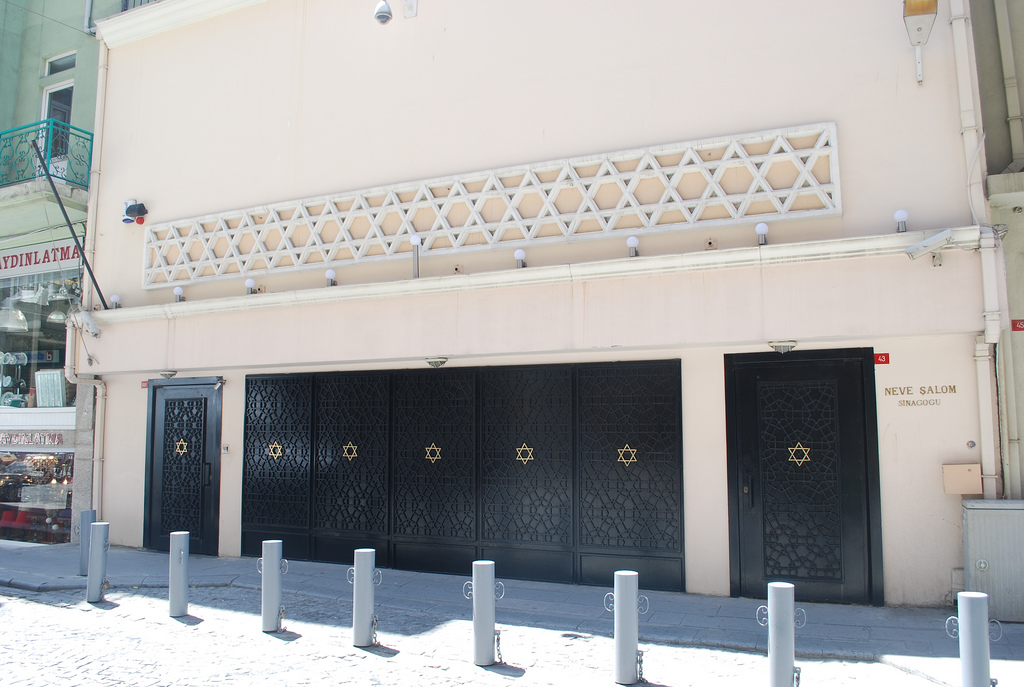
Синагога Неве Шалом в Стамбуле

## В современной Турции